# Flemingsbergs församling
Flemingsbergs församling är en församling i Huddinge-Botkyrka kontrakt i Stockholms stift. Församlingen ligger i Huddinge kommun i Stockholms län och ingår i Huddinge pastorat. Inom församlingsgränsen finns S:t Botvids begravningsplats.  

## Administrativ historik
Församlingen bildades 1989 genom en utbrytning ur Huddinge församling och bildade då ett eget pastorat. Från 2014 ingår församlingen i Huddinge pastorat.

## Kyrkor
- Flemingsbergs kyrka